# Necolio imperialis
Necolio imperialis är en stekelart som först beskrevs av André Seyrig 1952.  Necolio imperialis ingår i släktet Necolio och familjen brokparasitsteklar. Inga underarter finns listade i Catalogue of Life.